# Oniel Fisher
Oniel David Fisher (Portmore, Saint Catherine, Jamaica, 22 de noviembre de 1991) es un futbolista jamaicano que juega de defensa o centrocampista. Es internacional absoluto por la selección de Jamaica desde 2010.

## Trayectoria

### Inicios
En 2013 jugó al fútbol universitario para los New Mexico Lobos de la Universidad de Nuevo México. En sus dos temporadas jugó 29 encuentros y registró cuatro goles y tres asistencias. Durante su etapa universitaria, además jugó para los Jersey Express de la Premier Development League y para los New York Red Bulls U-23 de la National Premier Soccer League.

### Profesionalismo
El 15 de enero de 2015 fue seleccionado por el Seattle Sounders FC en el lugar 40 de la segunda ronda del SuperDraft de la MLS 2015. Debutó con el equipo filial el 21 de marzo en la victoria por 4-2 sobre Sacramento Republic en la USL. Debutó con el primer equipo de Seattle la semana siguiente ante FC Dallas.
Fue intercambiado al D. C. United para la temporada 2018. Anotó su primer gol en el DC el 15 de agosto de 2018 en la victoria por 4-1 al Portland Timbers. Renovó su contrato con el DC United el 30 de enero de 2019.
El DC liberó al jugador al término de la temporada 2020.

### Selección nacional
Fisher es internacional absoluto por la selección de Jamaica desde 2010. Debutó con el seleccionado el 11 de agosto en la victoria por 3-1 sobre Trinidad y Tobago en un encuentro amistoso.

## Clubes
| Club                                | País           | Año       |
| ----------------------------------- | -------------- | --------- |
| Jersey Express S. C.                | Estados Unidos | 2012      |
| New Mexico Lobos (universitario)    | Estados Unidos | 2013-2014 |
| New York Red Bulls sub-23           | Estados Unidos | 2013-2014 |
| Seattle Sounders F. C.              | Estados Unidos | 2015-2017 |
| Seattle Sounders F. C. 2 (préstamo) | Estados Unidos | 2015-2016 |
| D. C. United                        | Estados Unidos | 2018-2020 |
| Los Angeles Galaxy                  | Estados Unidos | 2021      |
| Minnesota United F. C.              | Estados Unidos | 2022      |
| Minnesota United FC 2               | Estados Unidos | 2022      |
| Detroit City                        | Estados Unidos | 2023      |

## Palmarés

### Títulos nacionales
| Título   | Club                   | País           | Año  |
| -------- | ---------------------- | -------------- | ---- |
| Copa MLS | Seattle Sounders F. C. | Estados Unidos | 2016 |